# Конецполь (гміна)
Гміна Конецполь (пол. Gmina Koniecpol) — місько-сільська гміна у південній Польщі. Належить до Ченстоховського повіту Сілезького воєводства.
Станом на 31 грудня 2011 у гміні проживало 10120 осіб.

## Територія
Згідно з даними за 2007 рік площа гміни становила 146.75 км², у тому числі:
- орні землі: 58.00%
- ліси: 24.00%

Таким чином, площа гміни становить 9.66% площі повіту.

## Населення
Станом на 31 грудня 2011:
| Опис     | Загалом | Загалом | Чоловіки | Чоловіки | Жінки | Жінки |
| -------- | ------- | ------- | -------- | -------- | ----- | ----- |
| одиниця  | осіб    | %       | осіб     | %        | осіб  | %     |
| все      | 10120   | 100     | 5026     | 49.66    | 5094  | 50.34 |
| міське   | 6318    | 100     | 3091     | 48.92    | 3227  | 51.08 |
| сільське | 3802    | 100     | 1935     | 50.89    | 1867  | 49.11 |

## Сусідні гміни
Гміна Конецполь межує з такими гмінами: Влощова, Домброва-Зельона, Житно, Лелюв, Пширув, Сецемін, Щекоцини.